# Rhodinicola gibbosa
Rhodinicola gibbosa is een eenoogkreeftjessoort uit de familie van de Clausiidae. De wetenschappelijke naam van de soort is voor het eerst geldig gepubliceerd in 1964 door Bresciani.